# Tour de Guangxi 2024
La 5.ª edición de la competición ciclista Tour de Guangxi fue una carrera de ciclismo en ruta por etapas que se celebró entre el 15 de octubre y el 20 de octubre de 2024 en China, concretamente en la región autónoma de Guangxi con inicio en la ciudad de Fangchenggang y final en la de Nanning sobre un recorrido de 1021,8 kilómetros. La competición constó de seis etapas.
La carrera formó parte del UCI WorldTour 2024, calendario ciclístico de máximo nivel mundial, siendo la última carrera de dicho circuito. El vencedor fue el belga Lennert Van Eetvelt del Lotto Dstny, quien estuvo acompañado en el podio por el británico Oscar Onley del dsm-firmenich PostNL y el francés Alex Baudin del Decathlon AG2R La Mondiale, segundo y tercer clasificado respectivamente.

## Equipos participantes
Tomaron parte en la carrera 19 equipos: 16 de categoría UCI WorldTeam, 2 de categoría UCI ProTeam y el equipo nacional chino. Formaron así un pelotón de 129 ciclistas de los que acabaron 111. Los equipos participantes fueron:
| WorldTeams (16)- Arkéa-B&B Hotels - Astana Qazaqstan Team - Bahrain Victorious - Cofidis - Decathlon-AG2R La Mondiale - EF Education-EasyPost - Ineos Grenadiers - Intermarché-Wanty - Lidl-Trek - Movistar Team - Red Bull-Bora-Hansgrohe - Soudal Quick-Step - Team dsm-firmenich PostNL - Team Visma \| Lease a Bike - Team Jayco AlUla - UAE Team Emirates ProTeams (2)- Israel-Premier Tech - Lotto Dstny Equipo nacional- República Popular China |
| |

## Recorrido
| Etapa     | Fecha     | Recorrido                          | type            | Distancia (km) | Desnivel (m) | Ganador             | Líder               |
| --------- | --------- | ---------------------------------- | --------------- | -------------- | ------------ | ------------------- | ------------------- |
| 1.ª etapa | 15 de oct | Fangchenggang – Fangchenggang      | etapa llana     | 149,4          | 1604 m       | Lionel Taminiaux    | Lionel Taminiaux    |
| 2.ª etapa | 16 de oct | Chongzuo – Jingxi                  | etapa escarpada | 181,5          | 2175 m       | Warre Vangheluwe    | Max Kanter          |
| 3.ª etapa | 17 de oct | Jingxi – Bama                      | etapa escarpada | 214            | 2563 m       | Ethan Vernon        | Ethan Vernon        |
| 4.ª etapa | 18 de oct | Bama – Jinchengjiang               | etapa escarpada | 176,9          | 2835 m       | Ethan Vernon        | Max Kanter          |
| 5.ª etapa | 19 de oct | Yizhou – Mashan Nongla Scenic Area | etapa escarpada | 165,8          | 1881 m       | Lennert Van Eetvelt | Lennert Van Eetvelt |
| 6.ª etapa | 20 de oct | Nanning – Nanning                  | etapa escarpada | 134,3          | 1673 m       | Matevž Govekar      | Lennert Van Eetvelt |

## Desarrollo de la carrera

### 1.ª etapa
| Fangchenggang - Fangchenggang | etapa llana | (149,4 km) |

| \| Clasificación de la etapa \| Clasificación de la etapa \| Clasificación de la etapa \| Clasificación de la etapa \| Clasificación de la etapa \| \| Ciclista \| Ciclista \| Equipo \| Tiempo \| \| \| ------------------------- \| ------------------------- \| ------------------------- \| ------------------------- \| ------------------------- \| \| 1.º \| Lionel Taminiaux \| Lotto Dstny \| 3 h 17 min 58 s \| \| \| 2.º \| Gijs Van Hoecke \| Intermarché-Wanty \| + 0 s \| \| \| 3.º \| Juan Sebastián Molano \| UAE Team Emirates \| + 0 s \| \| \| 4.º \| Ethan Vernon \| Israel-Premier Tech \| + 0 s \| \| \| 5.º \| Max Kanter \| Astana Qazaqstan Team \| + 0 s \| \| \| 6.º \| Blake Quick \| Team Jayco AlUla \| + 0 s \| \| \| 7.º \| Dušan Rajović \| Bahrain Victorious \| + 0 s \| \| \| 8.º \| Milan Fretin \| Cofidis \| + 0 s \| \| \| 9.º \| Riley Pickrell \| Israel-Premier Tech \| + 0 s \| \| \| 10.º \| Luke Lamperti \| Soudal Quick-Step \| + 0 s \| \| |                       |                       |                 |
| |                       |                       |                 |
| |                       |                       |                 |
| Clasificación de la etapa |                       |                       |                 |
| Ciclista | Ciclista              | Equipo                | Tiempo          |
| 1.º | Lionel Taminiaux      | Lotto Dstny           | 3 h 17 min 58 s |
| 2.º | Gijs Van Hoecke       | Intermarché-Wanty     | + 0 s           |
| 3.º | Juan Sebastián Molano | UAE Team Emirates     | + 0 s           |
| 4.º | Ethan Vernon          | Israel-Premier Tech   | + 0 s           |
| 5.º | Max Kanter            | Astana Qazaqstan Team | + 0 s           |
| 6.º | Blake Quick           | Team Jayco AlUla      | + 0 s           |
| 7.º | Dušan Rajović         | Bahrain Victorious    | + 0 s           |
| 8.º | Milan Fretin          | Cofidis               | + 0 s           |
| 9.º | Riley Pickrell        | Israel-Premier Tech   | + 0 s           |
| 10.º | Luke Lamperti         | Soudal Quick-Step     | + 0 s           |

| \| Clasificación general \| Clasificación general \| Clasificación general \| Clasificación general \| Clasificación general \| \| Ciclista \| Ciclista \| Equipo \| Tiempo \| \| \| --------------------- \| --------------------- \| -------------------------- \| --------------------- \| --------------------- \| \| 1.º \| Lionel Taminiaux \| Lotto Dstny \| 3 h 17 min 48 s \| \| \| 2.º \| Gijs Van Hoecke \| Intermarché-Wanty \| + 4 s \| \| \| 3.º \| Stan Dewulf \| Decathlon-AG2R La Mondiale \| + 5 s \| \| \| 4.º \| Rune Herregodts \| Intermarché-Wanty \| + 5 s \| \| \| 5.º \| Juan Sebastián Molano \| UAE Team Emirates \| + 6 s \| \| \| 6.º \| Jhonatan Narváez \| Ineos Grenadiers \| + 9 s \| \| \| 7.º \| Robert Stannard \| Bahrain Victorious \| + 9 s \| \| \| 8.º \| Ethan Vernon \| Israel-Premier Tech \| + 10 s \| \| \| 9.º \| Max Kanter \| Astana Qazaqstan Team \| + 10 s \| \| \| 10.º \| Blake Quick \| Team Jayco AlUla \| + 10 s \| \| |                       |                            |                 |
| |                       |                            |                 |
| |                       |                            |                 |
| Clasificación general |                       |                            |                 |
| Ciclista | Ciclista              | Equipo                     | Tiempo          |
| 1.º | Lionel Taminiaux      | Lotto Dstny                | 3 h 17 min 48 s |
| 2.º | Gijs Van Hoecke       | Intermarché-Wanty          | + 4 s           |
| 3.º | Stan Dewulf           | Decathlon-AG2R La Mondiale | + 5 s           |
| 4.º | Rune Herregodts       | Intermarché-Wanty          | + 5 s           |
| 5.º | Juan Sebastián Molano | UAE Team Emirates          | + 6 s           |
| 6.º | Jhonatan Narváez      | Ineos Grenadiers           | + 9 s           |
| 7.º | Robert Stannard       | Bahrain Victorious         | + 9 s           |
| 8.º | Ethan Vernon          | Israel-Premier Tech        | + 10 s          |
| 9.º | Max Kanter            | Astana Qazaqstan Team      | + 10 s          |
| 10.º | Blake Quick           | Team Jayco AlUla           | + 10 s          |

### 2.ª etapa
| Chongzuo - Jingxi | etapa escarpada | (181,5 km) |

| \| Clasificación de la etapa \| Clasificación de la etapa \| Clasificación de la etapa \| Clasificación de la etapa \| Clasificación de la etapa \| \| Ciclista \| Ciclista \| Equipo \| Tiempo \| \| \| ------------------------- \| ------------------------- \| ------------------------- \| ------------------------- \| ------------------------- \| \| 1.º \| Warre Vangheluwe \| Soudal Quick-Step \| 3 h 49 min 29 s \| \| \| 2.º \| Max Kanter \| Astana Qazaqstan Team \| + 0 s \| \| \| 3.º \| Jake Stewart \| Israel-Premier Tech \| + 0 s \| \| \| 4.º \| Alberto Bruttomesso \| Bahrain Victorious \| + 0 s \| \| \| 5.º \| Matevž Govekar \| Bahrain Victorious \| + 0 s \| \| \| 6.º \| Davide Cimolai \| Movistar Team \| + 0 s \| \| \| 7.º \| Ethan Vernon \| Israel-Premier Tech \| + 0 s \| \| \| 8.º \| Juan Sebastián Molano \| UAE Team Emirates \| + 0 s \| \| \| 9.º \| Gijs Van Hoecke \| Intermarché-Wanty \| + 0 s \| \| \| 10.º \| Natnael Tesfatsion \| Lidl-Trek \| + 0 s \| \| |                       |                       |                 |
| |                       |                       |                 |
| |                       |                       |                 |
| Clasificación de la etapa |                       |                       |                 |
| Ciclista | Ciclista              | Equipo                | Tiempo          |
| 1.º | Warre Vangheluwe      | Soudal Quick-Step     | 3 h 49 min 29 s |
| 2.º | Max Kanter            | Astana Qazaqstan Team | + 0 s           |
| 3.º | Jake Stewart          | Israel-Premier Tech   | + 0 s           |
| 4.º | Alberto Bruttomesso   | Bahrain Victorious    | + 0 s           |
| 5.º | Matevž Govekar        | Bahrain Victorious    | + 0 s           |
| 6.º | Davide Cimolai        | Movistar Team         | + 0 s           |
| 7.º | Ethan Vernon          | Israel-Premier Tech   | + 0 s           |
| 8.º | Juan Sebastián Molano | UAE Team Emirates     | + 0 s           |
| 9.º | Gijs Van Hoecke       | Intermarché-Wanty     | + 0 s           |
| 10.º | Natnael Tesfatsion    | Lidl-Trek             | + 0 s           |

| \| Clasificación general \| Clasificación general \| Clasificación general \| Clasificación general \| Clasificación general \| \| Ciclista \| Ciclista \| Equipo \| Tiempo \| \| \| --------------------- \| --------------------- \| -------------------------- \| --------------------- \| --------------------- \| \| 1.º \| Max Kanter \| Astana Qazaqstan Team \| 7 h 07 min 21 s \| \| \| 2.º \| Gijs Van Hoecke \| Intermarché-Wanty \| + 0 s \| \| \| 3.º \| Stan Dewulf \| Decathlon-AG2R La Mondiale \| + 1 s \| \| \| 4.º \| Filip Maciejuk \| Red Bull-Bora-Hansgrohe \| + 1 s \| \| \| 5.º \| Dries De Bondt \| Decathlon-AG2R La Mondiale \| + 1 s \| \| \| 6.º \| Rune Herregodts \| Intermarché-Wanty \| + 1 s \| \| \| 7.º \| Juan Sebastián Molano \| UAE Team Emirates \| + 2 s \| \| \| 8.º \| Jake Stewart \| Israel-Premier Tech \| + 2 s \| \| \| 9.º \| Robert Stannard \| Bahrain Victorious \| + 5 s \| \| \| 10.º \| Martin Svrček \| Soudal Quick-Step \| + 5 s \| \| |                       |                            |                 |
| |                       |                            |                 |
| |                       |                            |                 |
| Clasificación general |                       |                            |                 |
| Ciclista | Ciclista              | Equipo                     | Tiempo          |
| 1.º | Max Kanter            | Astana Qazaqstan Team      | 7 h 07 min 21 s |
| 2.º | Gijs Van Hoecke       | Intermarché-Wanty          | + 0 s           |
| 3.º | Stan Dewulf           | Decathlon-AG2R La Mondiale | + 1 s           |
| 4.º | Filip Maciejuk        | Red Bull-Bora-Hansgrohe    | + 1 s           |
| 5.º | Dries De Bondt        | Decathlon-AG2R La Mondiale | + 1 s           |
| 6.º | Rune Herregodts       | Intermarché-Wanty          | + 1 s           |
| 7.º | Juan Sebastián Molano | UAE Team Emirates          | + 2 s           |
| 8.º | Jake Stewart          | Israel-Premier Tech        | + 2 s           |
| 9.º | Robert Stannard       | Bahrain Victorious         | + 5 s           |
| 10.º | Martin Svrček         | Soudal Quick-Step          | + 5 s           |

### 3.ª etapa
| Jingxi - Bama | etapa escarpada | (214 km) |

| \| Clasificación de la etapa \| Clasificación de la etapa \| Clasificación de la etapa \| Clasificación de la etapa \| Clasificación de la etapa \| \| Ciclista \| Ciclista \| Equipo \| Tiempo \| \| \| ------------------------- \| ------------------------- \| ------------------------- \| ------------------------- \| ------------------------- \| \| 1.º \| Ethan Vernon \| Israel-Premier Tech \| 4 h 44 min 04 s \| \| \| 2.º \| Juan Sebastián Molano \| UAE Team Emirates \| + 0 s \| \| \| 3.º \| Riley Pickrell \| Israel-Premier Tech \| + 0 s \| \| \| 4.º \| Milan Fretin \| Cofidis \| + 0 s \| \| \| 5.º \| Marijn van den Berg \| EF Education-EasyPost \| + 0 s \| \| \| 6.º \| Luke Lamperti \| Soudal Quick-Step \| + 0 s \| \| \| 7.º \| Gijs Van Hoecke \| Intermarché-Wanty \| + 0 s \| \| \| 8.º \| Max Kanter \| Astana Qazaqstan Team \| + 0 s \| \| \| 9.º \| Davide Cimolai \| Movistar Team \| + 0 s \| \| \| 10.º \| Iván García Cortina \| Movistar Team \| + 0 s \| \| |                       |                       |                 |
| |                       |                       |                 |
| |                       |                       |                 |
| Clasificación de la etapa |                       |                       |                 |
| Ciclista | Ciclista              | Equipo                | Tiempo          |
| 1.º | Ethan Vernon          | Israel-Premier Tech   | 4 h 44 min 04 s |
| 2.º | Juan Sebastián Molano | UAE Team Emirates     | + 0 s           |
| 3.º | Riley Pickrell        | Israel-Premier Tech   | + 0 s           |
| 4.º | Milan Fretin          | Cofidis               | + 0 s           |
| 5.º | Marijn van den Berg   | EF Education-EasyPost | + 0 s           |
| 6.º | Luke Lamperti         | Soudal Quick-Step     | + 0 s           |
| 7.º | Gijs Van Hoecke       | Intermarché-Wanty     | + 0 s           |
| 8.º | Max Kanter            | Astana Qazaqstan Team | + 0 s           |
| 9.º | Davide Cimolai        | Movistar Team         | + 0 s           |
| 10.º | Iván García Cortina   | Movistar Team         | + 0 s           |

| \| Clasificación general \| Clasificación general \| Clasificación general \| Clasificación general \| Clasificación general \| \| Ciclista \| Ciclista \| Equipo \| Tiempo \| \| \| --------------------- \| --------------------- \| -------------------------- \| --------------------- \| --------------------- \| \| 1.º \| Ethan Vernon \| Israel-Premier Tech \| 11 h 51 min 21 s \| \| \| 2.º \| Juan Sebastián Molano \| UAE Team Emirates \| + 0 s \| \| \| 3.º \| Dries De Bondt \| Decathlon-AG2R La Mondiale \| + 2 s \| \| \| 4.º \| Max Kanter \| Astana Qazaqstan Team \| + 4 s \| \| \| 5.º \| Gijs Van Hoecke \| Intermarché-Wanty \| + 4 s \| \| \| 6.º \| Stan Dewulf \| Decathlon-AG2R La Mondiale \| + 5 s \| \| \| 7.º \| Filip Maciejuk \| Red Bull-Bora-Hansgrohe \| + 5 s \| \| \| 8.º \| Rune Herregodts \| Intermarché-Wanty \| + 5 s \| \| \| 9.º \| Jake Stewart \| Israel-Premier Tech \| + 6 s \| \| \| 10.º \| Robert Stannard \| Bahrain Victorious \| + 8 s \| \| |                       |                            |                  |
| |                       |                            |                  |
| |                       |                            |                  |
| Clasificación general |                       |                            |                  |
| Ciclista | Ciclista              | Equipo                     | Tiempo           |
| 1.º | Ethan Vernon          | Israel-Premier Tech        | 11 h 51 min 21 s |
| 2.º | Juan Sebastián Molano | UAE Team Emirates          | + 0 s            |
| 3.º | Dries De Bondt        | Decathlon-AG2R La Mondiale | + 2 s            |
| 4.º | Max Kanter            | Astana Qazaqstan Team      | + 4 s            |
| 5.º | Gijs Van Hoecke       | Intermarché-Wanty          | + 4 s            |
| 6.º | Stan Dewulf           | Decathlon-AG2R La Mondiale | + 5 s            |
| 7.º | Filip Maciejuk        | Red Bull-Bora-Hansgrohe    | + 5 s            |
| 8.º | Rune Herregodts       | Intermarché-Wanty          | + 5 s            |
| 9.º | Jake Stewart          | Israel-Premier Tech        | + 6 s            |
| 10.º | Robert Stannard       | Bahrain Victorious         | + 8 s            |

### 4.ª etapa
| Bama - Jinchengjiang | etapa escarpada | (176,9 km) |

| \| Clasificación de la etapa \| Clasificación de la etapa \| Clasificación de la etapa \| Clasificación de la etapa \| Clasificación de la etapa \| \| Ciclista \| Ciclista \| Equipo \| Tiempo \| \| \| ------------------------- \| ------------------------- \| -------------------------- \| ------------------------- \| ------------------------- \| \| 1.º \| Ethan Vernon \| Israel-Premier Tech \| 4 h 02 min 11 s \| \| \| 2.º \| Max Kanter \| Astana Qazaqstan Team \| + 0 s \| \| \| 3.º \| Alberto Bruttomesso \| Bahrain Victorious \| + 0 s \| \| \| 4.º \| Lionel Taminiaux \| Lotto Dstny \| + 0 s \| \| \| 5.º \| Mick van Dijke \| Team Visma \\| Lease a Bike \| + 0 s \| \| \| 6.º \| Davide Cimolai \| Movistar Team \| + 0 s \| \| \| 7.º \| Riley Pickrell \| Israel-Premier Tech \| + 0 s \| \| \| 8.º \| Niklas Märkl \| Team dsm-firmenich PostNL \| + 0 s \| \| \| 9.º \| Matevž Govekar \| Bahrain Victorious \| + 0 s \| \| \| 10.º \| Gijs Van Hoecke \| Intermarché-Wanty \| + 0 s \| \| |                     |                            |                 |
| |                     |                            |                 |
| |                     |                            |                 |
| Clasificación de la etapa |                     |                            |                 |
| Ciclista | Ciclista            | Equipo                     | Tiempo          |
| 1.º | Ethan Vernon        | Israel-Premier Tech        | 4 h 02 min 11 s |
| 2.º | Max Kanter          | Astana Qazaqstan Team      | + 0 s           |
| 3.º | Alberto Bruttomesso | Bahrain Victorious         | + 0 s           |
| 4.º | Lionel Taminiaux    | Lotto Dstny                | + 0 s           |
| 5.º | Mick van Dijke      | Team Visma \| Lease a Bike | + 0 s           |
| 6.º | Davide Cimolai      | Movistar Team              | + 0 s           |
| 7.º | Riley Pickrell      | Israel-Premier Tech        | + 0 s           |
| 8.º | Niklas Märkl        | Team dsm-firmenich PostNL  | + 0 s           |
| 9.º | Matevž Govekar      | Bahrain Victorious         | + 0 s           |
| 10.º | Gijs Van Hoecke     | Intermarché-Wanty          | + 0 s           |

| \| Clasificación general \| Clasificación general \| Clasificación general \| Clasificación general \| Clasificación general \| \| Ciclista \| Ciclista \| Equipo \| Tiempo \| \| \| --------------------- \| --------------------- \| -------------------------- \| --------------------- \| --------------------- \| \| 1.º \| Max Kanter \| Astana Qazaqstan Team \| 15 h 53 min 30 s \| \| \| 2.º \| Stan Dewulf \| Decathlon-AG2R La Mondiale \| + 1 s \| \| \| 3.º \| Juan Sebastián Molano \| UAE Team Emirates \| + 2 s \| \| \| 4.º \| Dries De Bondt \| Decathlon-AG2R La Mondiale \| + 4 s \| \| \| 5.º \| Gijs Van Hoecke \| Intermarché-Wanty \| + 6 s \| \| \| 6.º \| Filip Maciejuk \| Red Bull-Bora-Hansgrohe \| + 7 s \| \| \| 7.º \| Rune Herregodts \| Intermarché-Wanty \| + 7 s \| \| \| 8.º \| Jake Stewart \| Israel-Premier Tech \| + 8 s \| \| \| 9.º \| Alberto Bruttomesso \| Bahrain Victorious \| + 8 s \| \| \| 10.º \| Robert Stannard \| Bahrain Victorious \| + 10 s \| \| |                       |                            |                  |
| |                       |                            |                  |
| |                       |                            |                  |
| Clasificación general |                       |                            |                  |
| Ciclista | Ciclista              | Equipo                     | Tiempo           |
| 1.º | Max Kanter            | Astana Qazaqstan Team      | 15 h 53 min 30 s |
| 2.º | Stan Dewulf           | Decathlon-AG2R La Mondiale | + 1 s            |
| 3.º | Juan Sebastián Molano | UAE Team Emirates          | + 2 s            |
| 4.º | Dries De Bondt        | Decathlon-AG2R La Mondiale | + 4 s            |
| 5.º | Gijs Van Hoecke       | Intermarché-Wanty          | + 6 s            |
| 6.º | Filip Maciejuk        | Red Bull-Bora-Hansgrohe    | + 7 s            |
| 7.º | Rune Herregodts       | Intermarché-Wanty          | + 7 s            |
| 8.º | Jake Stewart          | Israel-Premier Tech        | + 8 s            |
| 9.º | Alberto Bruttomesso   | Bahrain Victorious         | + 8 s            |
| 10.º | Robert Stannard       | Bahrain Victorious         | + 10 s           |

### 5.ª etapa
| Yizhou - Mashan Nongla Scenic Area | etapa escarpada | (165,8 km) |

| \| Clasificación de la etapa \| Clasificación de la etapa \| Clasificación de la etapa \| Clasificación de la etapa \| Clasificación de la etapa \| \| Ciclista \| Ciclista \| Equipo \| Tiempo \| \| \| ------------------------- \| ------------------------- \| -------------------------- \| ------------------------- \| ------------------------- \| \| 1.º \| Lennert Van Eetvelt \| Lotto Dstny \| 3 h 36 min 18 s \| \| \| 2.º \| Oscar Onley \| Team dsm-firmenich PostNL \| + 2 s \| \| \| 3.º \| Alex Baudin \| Decathlon-AG2R La Mondiale \| + 9 s \| \| \| 4.º \| Victor Lafay \| Decathlon-AG2R La Mondiale \| + 9 s \| \| \| 5.º \| Pavel Sivakov \| UAE Team Emirates \| + 11 s \| \| \| 6.º \| Giovanni Aleotti \| Red Bull-Bora-Hansgrohe \| + 15 s \| \| \| 7.º \| Lorenzo Fortunato \| Astana Qazaqstan Team \| + 23 s \| \| \| 8.º \| Ewen Costiou \| Arkéa-B&B Hotels \| + 25 s \| \| \| 9.º \| Welay Berhe \| Team Jayco AlUla \| + 26 s \| \| \| 10.º \| Felix Großschartner \| UAE Team Emirates \| + 26 s \| \| |                     |                            |                 |
| |                     |                            |                 |
| |                     |                            |                 |
| Clasificación de la etapa |                     |                            |                 |
| Ciclista | Ciclista            | Equipo                     | Tiempo          |
| 1.º | Lennert Van Eetvelt | Lotto Dstny                | 3 h 36 min 18 s |
| 2.º | Oscar Onley         | Team dsm-firmenich PostNL  | + 2 s           |
| 3.º | Alex Baudin         | Decathlon-AG2R La Mondiale | + 9 s           |
| 4.º | Victor Lafay        | Decathlon-AG2R La Mondiale | + 9 s           |
| 5.º | Pavel Sivakov       | UAE Team Emirates          | + 11 s          |
| 6.º | Giovanni Aleotti    | Red Bull-Bora-Hansgrohe    | + 15 s          |
| 7.º | Lorenzo Fortunato   | Astana Qazaqstan Team      | + 23 s          |
| 8.º | Ewen Costiou        | Arkéa-B&B Hotels           | + 25 s          |
| 9.º | Welay Berhe         | Team Jayco AlUla           | + 26 s          |
| 10.º | Felix Großschartner | UAE Team Emirates          | + 26 s          |

| \| Clasificación general \| Clasificación general \| Clasificación general \| Clasificación general \| Clasificación general \| \| Ciclista \| Ciclista \| Equipo \| Tiempo \| \| \| --------------------- \| --------------------- \| -------------------------- \| --------------------- \| --------------------- \| \| 1.º \| Lennert Van Eetvelt \| Lotto Dstny \| 19 h 29 min 50 s \| \| \| 2.º \| Oscar Onley \| Team dsm-firmenich PostNL \| + 5 s \| \| \| 3.º \| Alex Baudin \| Decathlon-AG2R La Mondiale \| + 15 s \| \| \| 4.º \| Victor Lafay \| Decathlon-AG2R La Mondiale \| + 19 s \| \| \| 5.º \| Pavel Sivakov \| UAE Team Emirates \| + 21 s \| \| \| 6.º \| Giovanni Aleotti \| Red Bull-Bora-Hansgrohe \| + 25 s \| \| \| 7.º \| Lorenzo Fortunato \| Astana Qazaqstan Team \| + 33 s \| \| \| 8.º \| Ewen Costiou \| Arkéa-B&B Hotels \| + 35 s \| \| \| 9.º \| Quinn Simmons \| Lidl-Trek \| + 36 s \| \| \| 10.º \| Felix Großschartner \| UAE Team Emirates \| + 36 s \| \| |                     |                            |                  |
| |                     |                            |                  |
| |                     |                            |                  |
| Clasificación general |                     |                            |                  |
| Ciclista | Ciclista            | Equipo                     | Tiempo           |
| 1.º | Lennert Van Eetvelt | Lotto Dstny                | 19 h 29 min 50 s |
| 2.º | Oscar Onley         | Team dsm-firmenich PostNL  | + 5 s            |
| 3.º | Alex Baudin         | Decathlon-AG2R La Mondiale | + 15 s           |
| 4.º | Victor Lafay        | Decathlon-AG2R La Mondiale | + 19 s           |
| 5.º | Pavel Sivakov       | UAE Team Emirates          | + 21 s           |
| 6.º | Giovanni Aleotti    | Red Bull-Bora-Hansgrohe    | + 25 s           |
| 7.º | Lorenzo Fortunato   | Astana Qazaqstan Team      | + 33 s           |
| 8.º | Ewen Costiou        | Arkéa-B&B Hotels           | + 35 s           |
| 9.º | Quinn Simmons       | Lidl-Trek                  | + 36 s           |
| 10.º | Felix Großschartner | UAE Team Emirates          | + 36 s           |

### 6.ª etapa
| Nanning - Nanning | etapa escarpada | (134,3 km) |

| \| Clasificación de la etapa \| Clasificación de la etapa \| Clasificación de la etapa \| Clasificación de la etapa \| Clasificación de la etapa \| \| Ciclista \| Ciclista \| Equipo \| Tiempo \| \| \| ------------------------- \| ------------------------- \| -------------------------- \| ------------------------- \| ------------------------- \| \| 1.º \| Matevž Govekar \| Bahrain Victorious \| 2 h 51 min 55 s \| \| \| 2.º \| Marijn van den Berg \| EF Education-EasyPost \| + 0 s \| \| \| 3.º \| Robert Stannard \| Bahrain Victorious \| + 0 s \| \| \| 4.º \| Joseph Blackmore \| Israel-Premier Tech \| + 0 s \| \| \| 5.º \| Matis Louvel \| Arkéa-B&B Hotels \| + 0 s \| \| \| 6.º \| Stan Dewulf \| Decathlon-AG2R La Mondiale \| + 0 s \| \| \| 7.º \| Natnael Tesfatsion \| Lidl-Trek \| + 0 s \| \| \| 8.º \| Martin Svrček \| Soudal Quick-Step \| + 0 s \| \| \| 9.º \| Alex Baudin \| Decathlon-AG2R La Mondiale \| + 0 s \| \| \| 10.º \| Rune Herregodts \| Intermarché-Wanty \| + 0 s \| \| |                     |                            |                 |
| |                     |                            |                 |
| |                     |                            |                 |
| Clasificación de la etapa |                     |                            |                 |
| Ciclista | Ciclista            | Equipo                     | Tiempo          |
| 1.º | Matevž Govekar      | Bahrain Victorious         | 2 h 51 min 55 s |
| 2.º | Marijn van den Berg | EF Education-EasyPost      | + 0 s           |
| 3.º | Robert Stannard     | Bahrain Victorious         | + 0 s           |
| 4.º | Joseph Blackmore    | Israel-Premier Tech        | + 0 s           |
| 5.º | Matis Louvel        | Arkéa-B&B Hotels           | + 0 s           |
| 6.º | Stan Dewulf         | Decathlon-AG2R La Mondiale | + 0 s           |
| 7.º | Natnael Tesfatsion  | Lidl-Trek                  | + 0 s           |
| 8.º | Martin Svrček       | Soudal Quick-Step          | + 0 s           |
| 9.º | Alex Baudin         | Decathlon-AG2R La Mondiale | + 0 s           |
| 10.º | Rune Herregodts     | Intermarché-Wanty          | + 0 s           |

## Clasificaciones finales
- Las clasificaciones finalizaron de la siguiente forma:[4]

### Clasificación general
| \| Clasificación general \| Clasificación general \| Clasificación general \| Clasificación general \| Clasificación general \| \| Ciclista \| Ciclista \| Equipo \| Tiempo \| \| \| --------------------- \| --------------------- \| -------------------------- \| --------------------- \| --------------------- \| \| 1.º \| Lennert Van Eetvelt \| Lotto Dstny \| 22 h 21 min 45 s \| \| \| 2.º \| Oscar Onley \| Team dsm-firmenich PostNL \| + 5 s \| \| \| 3.º \| Alex Baudin \| Decathlon-AG2R La Mondiale \| + 15 s \| \| \| 4.º \| Victor Lafay \| Decathlon-AG2R La Mondiale \| + 19 s \| \| \| 5.º \| Pavel Sivakov \| UAE Team Emirates \| + 21 s \| \| \| 6.º \| Giovanni Aleotti \| Red Bull-Bora-Hansgrohe \| + 25 s \| \| \| 7.º \| Tim Wellens \| UAE Team Emirates \| + 31 s \| \| \| 8.º \| Lorenzo Fortunato \| Astana Qazaqstan Team \| + 33 s \| \| \| 9.º \| Ewen Costiou \| Arkéa-B&B Hotels \| + 35 s \| \| \| 10.º \| Quinn Simmons \| Lidl-Trek \| + 36 s \| \| |                     |                            |                  |
| |                     |                            |                  |
| Fuente: ProCyclingStats |                     |                            |                  |
| Clasificación general |                     |                            |                  |
| Ciclista | Ciclista            | Equipo                     | Tiempo           |
| 1.º | Lennert Van Eetvelt | Lotto Dstny                | 22 h 21 min 45 s |
| 2.º | Oscar Onley         | Team dsm-firmenich PostNL  | + 5 s            |
| 3.º | Alex Baudin         | Decathlon-AG2R La Mondiale | + 15 s           |
| 4.º | Victor Lafay        | Decathlon-AG2R La Mondiale | + 19 s           |
| 5.º | Pavel Sivakov       | UAE Team Emirates          | + 21 s           |
| 6.º | Giovanni Aleotti    | Red Bull-Bora-Hansgrohe    | + 25 s           |
| 7.º | Tim Wellens         | UAE Team Emirates          | + 31 s           |
| 8.º | Lorenzo Fortunato   | Astana Qazaqstan Team      | + 33 s           |
| 9.º | Ewen Costiou        | Arkéa-B&B Hotels           | + 35 s           |
| 10.º | Quinn Simmons       | Lidl-Trek                  | + 36 s           |

### Clasificación por puntos
| Clasificación por puntos | Clasificación por puntos | Clasificación por puntos   | Clasificación por puntos | Clasificación por puntos |
| Ciclista                 | Ciclista                 | Equipo                     | Puntos                   |                          |
| ------------------------ | ------------------------ | -------------------------- | ------------------------ | ------------------------ |
| 1.º                      | Ethan Vernon             | Israel-Premier Tech        | 38 pts                   |                          |
| 2.º                      | Stan Dewulf              | Decathlon-AG2R La Mondiale | 37 pts                   |                          |
| 3.º                      | Max Kanter               | Astana Qazaqstan Team      | 29 pts                   |                          |
| 4.º                      | Warre Vangheluwe         | Soudal Quick-Step          | 27 pts                   |                          |
| 5.º                      | Matevž Govekar           | Bahrain Victorious         | 23 pts                   |                          |
| 6.º                      | Lionel Taminiaux         | Lotto Dstny                | 22 pts                   |                          |
| 7.º                      | Juan Sebastián Molano    | UAE Team Emirates          | 21 pts                   |                          |
| 8.º                      | Gijs Van Hoecke          | Intermarché-Wanty          | 17 pts                   |                          |
| 9.º                      | Dries De Bondt           | Decathlon-AG2R La Mondiale | 16 pts                   |                          |
| 10.º                     | Marijn van den Berg      | EF Education-EasyPost      | 16 pts                   |                          |

### Clasificación de la montaña
| Clasificación de la montaña | Clasificación de la montaña | Clasificación de la montaña | Clasificación de la montaña | Clasificación de la montaña |
| Ciclista                    | Ciclista                    | Equipo                      | Puntos                      |                             |
| --------------------------- | --------------------------- | --------------------------- | --------------------------- | --------------------------- |
| 1.º                         | Pepijn Reinderink           | Soudal Quick-Step           | 28 pts                      |                             |
| 2.º                         | Tim Wellens                 | UAE Team Emirates           | 22 pts                      |                             |
| 3.º                         | Stan Dewulf                 | Decathlon-AG2R La Mondiale  | 17 pts                      |                             |
| 4.º                         | Victor Lafay                | Decathlon-AG2R La Mondiale  | 16 pts                      |                             |
| 5.º                         | Dries De Bondt              | Decathlon-AG2R La Mondiale  | 14 pts                      |                             |
| 6.º                         | Pavel Sivakov               | UAE Team Emirates           | 12 pts                      |                             |
| 7.º                         | Lennert Van Eetvelt         | Lotto Dstny                 | 10 pts                      |                             |
| 8.º                         | Sylvain Moniquet            | Lotto Dstny                 | 10 pts                      |                             |
| 9.º                         | Rémi Cavagna                | Movistar Team               | 8 pts                       |                             |
| 10.º                        | Thomas Champion             | Cofidis                     | 5 pts                       |                             |

### Clasificación de los jóvenes
| Clasificación del mejor joven | Clasificación del mejor joven | Clasificación del mejor joven | Clasificación del mejor joven | Clasificación del mejor joven |
| Ciclista                      | Ciclista                      | Equipo                        | Tiempo                        |                               |
| ----------------------------- | ----------------------------- | ----------------------------- | ----------------------------- | ----------------------------- |
| 1.º                           | Lennert Van Eetvelt           | Lotto Dstny                   | 22 h 21 min 45 s              |                               |
| 2.º                           | Oscar Onley                   | Team dsm-firmenich PostNL     | + 5 s                         |                               |
| 3.º                           | Alex Baudin                   | Decathlon-AG2R La Mondiale    | + 15 s                        |                               |
| 4.º                           | Giovanni Aleotti              | Red Bull-Bora-Hansgrohe       | + 25 s                        |                               |
| 5.º                           | Ewen Costiou                  | Arkéa-B&B Hotels              | + 35 s                        |                               |
| 6.º                           | Quinn Simmons                 | Lidl-Trek                     | + 36 s                        |                               |
| 7.º                           | Welay Berhe                   | Team Jayco AlUla              | + 36 s                        |                               |
| 8.º                           | Alexander Hajek               | Red Bull-Bora-Hansgrohe       | + 43 s                        |                               |
| 9.º                           | Johannes Staune-Mittet        | Team Visma \| Lease a Bike    | + 43 s                        |                               |
| 10.º                          | Max Poole                     | Team dsm-firmenich PostNL     | + 1 min 02 s                  |                               |

### Clasificación por equipos
| Clasificación por equipos | Clasificación por equipos  | Clasificación por equipos | Clasificación por equipos |
| Equipo                    | Equipo                     | Tiempo                    |                           |
| ------------------------- | -------------------------- | ------------------------- | ------------------------- |
| 1.º                       | UAE Team Emirates          | 67 h 06 min 48 s          |                           |
| 2.º                       | Decathlon-AG2R La Mondiale | + 42 s                    |                           |
| 3.º                       | Red Bull-Bora-Hansgrohe    | + 1 min 06 s              |                           |
| 4.º                       | Lidl-Trek                  | + 1 min 24 s              |                           |
| 5.º                       | Arkéa-B&B Hotels           | + 2 min 24 s              |                           |
| 6.º                       | Lotto Dstny                | + 3 min 03 s              |                           |
| 7.º                       | Intermarché-Wanty          | + 4 min 03 s              |                           |
| 8.º                       | Team Visma \| Lease a Bike | + 4 min 11 s              |                           |
| 10.º                      | EF Education-EasyPost      | + 4 min 17 s              |                           |
| 10.º                      | Soudal Quick-Step          | + 4 min 28 s              |                           |

## Evolución de las clasificaciones
| Etapa                   |                         | Ganador _           | Clasificación general | Puntos           | Montaña           | Jóvenes             | Combatividad      | Equipo              |
| ----------------------- | ----------------------- | ------------------- | --------------------- | ---------------- | ----------------- | ------------------- | ----------------- | ------------------- |
| 1.ª etapa               | etapa llana             | Lionel Taminiaux    | Lionel Taminiaux      | Lionel Taminiaux | no otorgado       | Ethan Vernon        | Stan Dewulf       | Israel-Premier Tech |
| 2.ª etapa               | etapa escarpada         | Warre Vangheluwe    | Max Kanter            | Max Kanter       | Dries De Bondt    | Filip Maciejuk      | Dries De Bondt    | Israel-Premier Tech |
| 3.ª etapa               | etapa escarpada         | Ethan Vernon        | Ethan Vernon          | Ethan Vernon     | Dries De Bondt    | Ethan Vernon        | Pepijn Reinderink | Israel-Premier Tech |
| 4.ª etapa               | etapa escarpada         | Ethan Vernon        | Max Kanter            | Ethan Vernon     | Pepijn Reinderink | Alberto Bruttomesso | no otorgado       | no otorgado         |
| 5.ª etapa               | etapa escarpada         | Lennert Van Eetvelt | Lennert Van Eetvelt   | no otorgado      | no otorgado       | no otorgado         | no otorgado       | no otorgado         |
| 6.ª etapa               | etapa escarpada         | Matevž Govekar      | Lennert Van Eetvelt   | no otorgado      | no otorgado       | no otorgado         | no otorgado       | no otorgado         |
| Clasificaciones finales | Clasificaciones finales |                     | Lennert Van Eetvelt   | no otorgado      | no otorgado       | no otorgado         | no otorgado       | no otorgado         |

## Ciclistas participantes y posiciones finales
Convenciones:
- AB-N: Abandono en la etapa «N»
- FLT-N: Retiro por llegada fuera del límite de tiempo en la etapa «N»
- NTS-N: No tomó la salida para la etapa «N»
- DES-N: Descalificado o expulsado en la etapa «N»

## UCI World Ranking
El Tour de Guangxi otorgó puntos para el UCI World Ranking para corredores de los equipos en las categorías UCI WorldTeam, UCI ProTeam y Continental. Las siguientes tablas son el baremo de puntuación y los diez corredores que obtuvieron más puntos:
| Posición              | 1.º | 2.º | 3.º | 4.º | 5.º | 6.º | 7.º | 8.º | 9.º | 10.º | 11.º | 12.º | 13.º | 14.º | 15.º-20.º | 21.º-30.º | 31.º-50.º | 51.º-55.º | 56.º-60.º |  |
| Clasificación general | 300 | 250 | 215 | 175 | 120 | 115 | 95  | 75  | 60  | 50   | 40   | 35   | 30   | 25   | 20        | 12        | 5         | 2         | 1         |  |
| Por etapa             | 40  | 25  | 20  | 15  | 10  | 8   | 6   | 3   | 2   | 1    |      |      |      |      |           |           |           |           |           |  |
| Líder                 | 6   |     |     |     |     |     |     |     |     |      |      |      |      |      |           |           |           |           |           |  |

| Clasificación |                     |                            |         |       |       |       |
| Ciclista      | Ciclista            | Equipo                     | General | Etapa | Líder | Total |
| ------------- | ------------------- | -------------------------- | ------- | ----- | ----- | ----- |
| 1.º           | Lennert Van Eetvelt | Lotto Dstny                | 300     | 40    | 6     | 346   |
| 2.º           | Oscar Onley         | dsm-firmenich PostNL       | 250     | 25    | -     | 275   |
| 3.º           | Alex Baudin         | Decathlon AG2R La Mondiale | 215     | 22    | -     | 237   |
| 4.º           | Victor Lafay        | Decathlon AG2R La Mondiale | 175     | 15    | -     | 190   |
| 5.º           | Pavel Sivakov       | UAE Emirates               | 120     | 10    | -     | 130   |
| 6.º           | Giovanni Aleotti    | Red Bull-BORA-hansgrohe    | 115     | 8     | -     | 123   |
| 7.º           | Ethan Vernon        | Israel-Premier Tech        | 2       | 101   | 6     | 109   |
| 8.º           | Tim Wellens         | UAE Emirates               | 95      | -     | -     | 95    |
| 9.º           | Lorenzo Fortunato   | Astana Qazaqstan           | 75      | 6     | -     | 81    |
| 10.º          | Max Kanter          | Astana Qazaqstan           | 5       | 63    | 12    | 80    |